# Pozemní hokej na Letních olympijských hrách 1952
Pozemní hokej na LOH 1952 v Helsinkách zahrnoval pouze turnaj mužů. Všechny zápasy tohoto turnaje se odehrály ve dnech 15. až 24. července 1952. Turnaje se zúčastnilo celkem 12 mužstev a hrálo se způsobem playoff, při čemž 4 týmy (Indie, Velká Británie, Nizozemsko a Pákistán) byly nasazeny přímo do čtvrtfinále a zbylých 8 týmů muselo napřed projít přes 1. kolo (osmifinále).

## Turnaj mužů
| Zlato   | Indie (IND)          |
| Stříbro | Nizozemsko (NED)     |
| Bronz   | Velká Británie (GBR) |

|  | Osmifinále     | Osmifinále     |              |   | Čtvrtfinále    | Čtvrtfinále   |              |              | Semifinále | Semifinále |  |  | Finále | Finále |
|  |                |                |              |   |                |               |              |              |            |            |  |  |        |        |
|  | 15. července   |                |              |   |                |               |              |              |            |            |  |  |        |        |
|  |                |                |              |   |                |               |              |              |            |            |  |  |        |        |
|  | Finsko         | 0              |              |   |                |               |              |              |            |            |  |  |        |        |
|  | Finsko         | 0              | 17. července |   |                |               |              |              |            |            |  |  |        |        |
|  | Belgie         | 6              |              |   |                |               |              |              |            |            |  |  |        |        |
|  | Belgie         | 6              | Belgie       | 0 |                |               |              |              |            |            |  |  |        |        |
|  | nehráno        |                | Belgie       | 0 |                |               |              |              |            |            |  |  |        |        |
|  |                | Velká Británie | 1            |   |                |               |              |              |            |            |  |  |        |        |
|  | Velká Británie | Velká Británie | 1            |   |                |               |              |              |            |            |  |  |        |        |
|  |                |                | 20. července |   |                |               |              |              |            |            |  |  |        |        |
|  | Volný los      |                |              |   |                |               |              |              |            |            |  |  |        |        |
|  | Velká Británie | 1              |              |   |                |               |              |              |            |            |  |  |        |        |
|  | Velká Británie | 1              | 15. července |   |                |               |              |              |            |            |  |  |        |        |
|  |                | Indie          | 3            |   |                |               |              |              |            |            |  |  |        |        |
|  | Rakousko       | Indie          | 3            | 2 |                |               |              |              |            |            |  |  |        |        |
|  | Rakousko       | 17. července   |              | 2 |                |               |              |              |            |            |  |  |        |        |
|  | Švýcarsko      | 1              |              |   |                |               |              |              |            |            |  |  |        |        |
|  | Švýcarsko      | 1              | Rakousko     | 0 |                |               |              |              |            |            |  |  |        |        |
|  | nehráno        |                | Rakousko     | 0 |                |               |              |              |            |            |  |  |        |        |
|  |                | Indie          | 4            |   |                |               |              |              |            |            |  |  |        |        |
|  | Indie          | Indie          | 4            |   |                |               |              |              |            |            |  |  |        |        |
|  |                |                | 24. července |   |                |               |              |              |            |            |  |  |        |        |
|  | Volný los      |                |              |   |                |               |              |              |            |            |  |  |        |        |
|  | Indie          | 6              |              |   |                |               |              |              |            |            |  |  |        |        |
|  | Indie          | 6              | 16. července |   |                |               |              |              |            |            |  |  |        |        |
|  |                | Nizozemsko     | 1            |   |                |               |              |              |            |            |  |  |        |        |
|  | Německo        | Nizozemsko     | 1            | 7 |                |               |              |              |            |            |  |  |        |        |
|  | Německo        | 18. července   |              | 7 |                |               |              |              |            |            |  |  |        |        |
|  | Polsko         | 2              |              |   |                |               |              |              |            |            |  |  |        |        |
|  | Polsko         | 2              | Německo      | 0 |                |               |              |              |            |            |  |  |        |        |
|  | nehráno        |                | Německo      | 0 |                |               |              |              |            |            |  |  |        |        |
|  |                | Nizozemsko     | 1            |   |                |               |              |              |            |            |  |  |        |        |
|  | Nizozemsko     | Nizozemsko     | 1            |   |                |               |              |              |            |            |  |  |        |        |
|  |                |                | 20. července |   |                |               |              |              |            |            |  |  |        |        |
|  | Volný los      |                |              |   |                |               |              |              |            |            |  |  |        |        |
|  | Nizozemsko     | 1              |              |   |                |               |              |              |            |            |  |  |        |        |
|  | Nizozemsko     | 1              | 16. července |   |                |               |              |              |            |            |  |  |        |        |
|  |                | Pákistán       | 0            |   | O třetí místo  | O třetí místo |              |              |            |            |  |  |        |        |
|  | Francie        | Pákistán       | 0            | 5 | O třetí místo  | O třetí místo |              |              |            |            |  |  |        |        |
|  | Francie        | 18. července   | 18. července | 5 |                |               | 22. července | 22. července |            |            |  |  |        |        |
|  | Itálie         | 18. července   | 18. července | 0 |                |               | 22. července | 22. července |            |            |  |  |        |        |
|  | Itálie         | Francie        | 0            | 0 | Velká Británie | 2             |              |              |            |            |  |  |        |        |
|  | nehráno        | Francie        | 0            |   | Velká Británie | 2             |              |              |            |            |  |  |        |        |
|  |                | Pákistán       | 6            |   | Pákistán       | 1             |              |              |            |            |  |  |        |        |
|  | Pákistán       | Pákistán       | 6            |   | Pákistán       | 1             |              |              |            |            |  |  |        |        |
|  |                |                |              |   |                |               |              |              |            |            |  |  |        |        |
|  | Volný los      |                |              |   |                |               |              |              |            |            |  |  |        |        |
|  |                |                |              |   |                |               |              |              |            |            |  |  |        |        |

## Medailisté
| Zlato | Stříbro | Bronz |
| --- | --- | --- |
| Indie | Nizozemsko | Velká Británie |
| Leslie Claudius Meldric Daluz Keshav Dutt Chinadorai Deshmutu Ranganathan Francis Raghbir Lal Govind Perumal Muniswamy Rajgopal Balbir Singh St. Randhir Singh Gentle Udham Singh Dharam Singh Grahanandan Singh K. D. Singh | Jules Ancion André Boerstra Harry Derckx Han Drijver Dick Esser Roepie Kruize Dick Loggere Lau Mulder Eddy Tiel Wim van Heel Leonard Wery | Denys Carnill John Cockett John Conroy Graham Dadds Derek Day Dennis Eagan Robin Fletcher Roger Midgley Richard Norris Neil Nugent Anthony Nunn Anthony John Robinson John Paskin Taylor |